# Gripenbergsbanans Lok nr 9 "Nian"
Gripenbergsbanans Lok nr 9 "Nian" är ett svenskt ånglok för 600 mm spårvidd, som tillverkades av Motala Verkstad 1915 för Jönköping–Gripenbergs Järnväg.
"Nian" är ett 6,25 meter långt och 1,85 meter brett ånglok med överhettning på 12 atö. Det är ett tanklok med ett vattenförråd på 1,7 ton och ett kolförråd på 0,45 ton.
Loket kördes i trafik på Jönköping–Gripenbergs Järnväg till 1935. Efter nedläggningen av järnvägslinjen såldes det till Munksjö AB och sattes i trafik vid Aspa bruk i Olshammar. Det förrådsställdes 1946 och skänktes 1963 till Skärstads hembygdsförening. Det ställdes först ut vid Skärstads hembygdsmuseum i Kaxholmen, men har sedan 2006 lånats ut till Östra Södermanlands Järnväg i Mariefred
Efter upprustning togs "Nian" åter i trafik 2009. Det rustades upp vintern 2019/2020.